# 24010 Stovall
24010 Stovall è un asteroide della fascia principale. Scoperto nel 1999, presenta un'orbita caratterizzata da un semiasse maggiore pari a 2,2457383 UA e da un'eccentricità di 0,1174755, inclinata di 5,60085° rispetto all'eclittica.